# 岡薩洛島

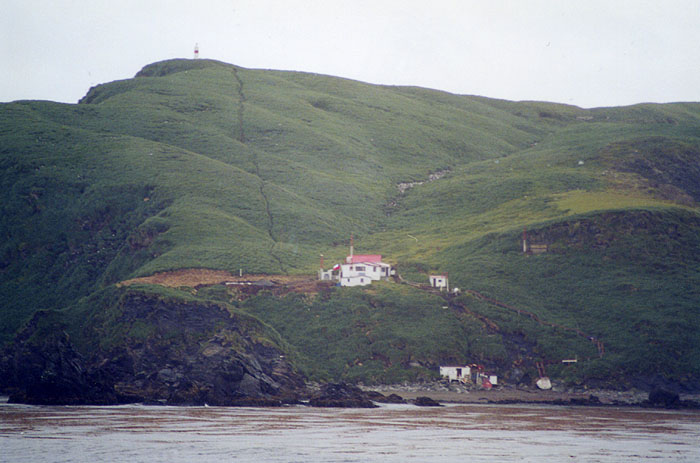

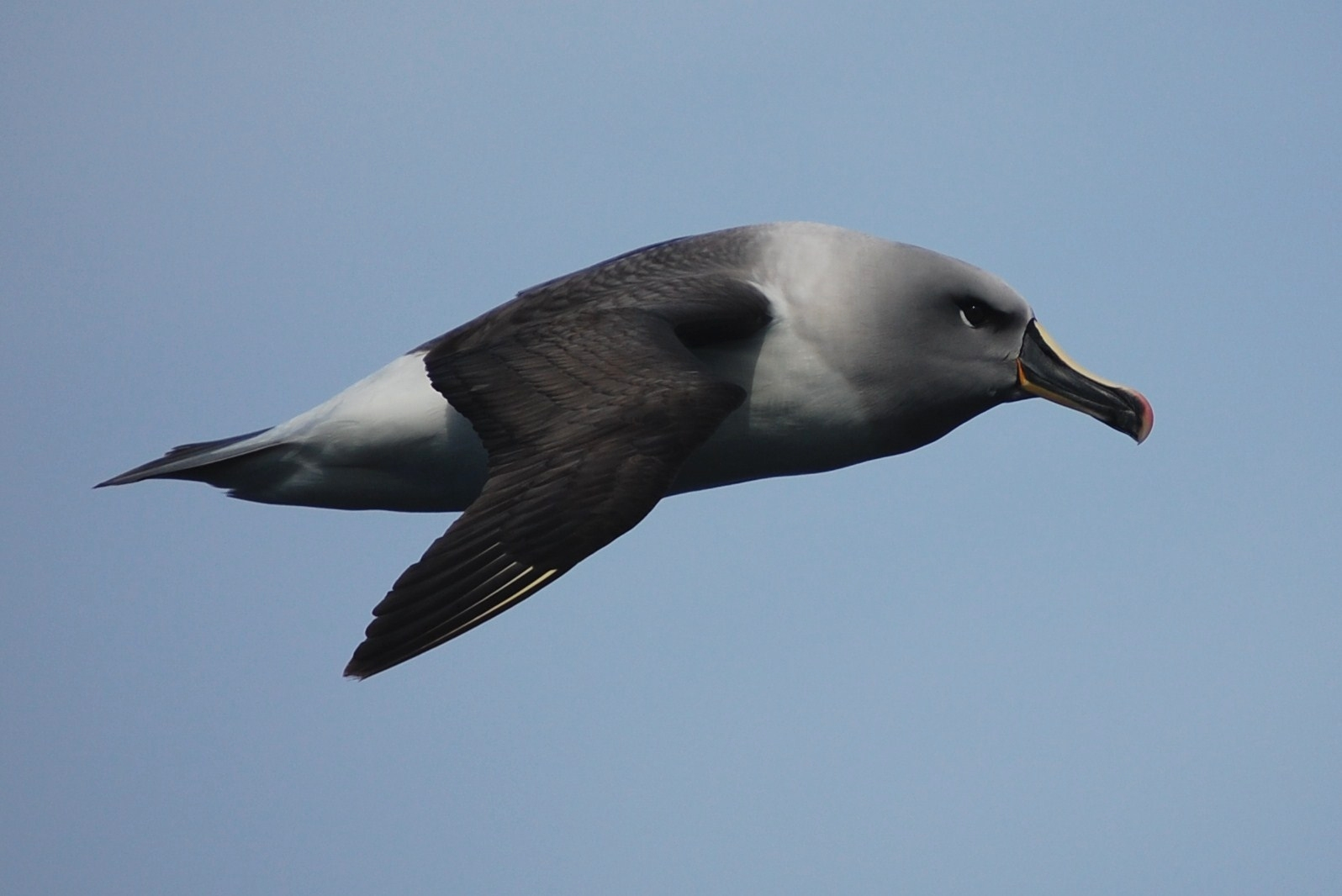

貢薩洛島是智利的島嶼，位於德瑞克海峽，屬於迭戈拉米雷斯群島的一部分，面積0.38平方公里，是黑眉信天翁的棲息地，該島設有智利海軍的氣象研究站。
56°31′30″S 68°41′00″W / 56.52500°S 68.68333°W